# Caleana major
A Caleana major Ausztráliában honos orchidea, virágjának alakja repülő kacsára emlékeztet. 1986-ban ausztrál bélyegre is rákerült. Körülbelül 40 centiméter magasra nő meg, virágai 15–20 mm hosszúságúak és szeptembertől januárig virágzanak. Latin nevét George Caleyről kapta. Dísznövényként tartása nehézkes, a növény egy-két évig hajt virágokat, majd fokozatosan elpusztul.

## Fordítás
- Ez a szócikk részben vagy egészben  a   Caleana major című angol Wikipédia-szócikk fordításán alapul.  Az eredeti cikk szerkesztőit annak laptörténete sorolja fel. Ez a jelzés csupán a megfogalmazás eredetét és a szerzői jogokat jelzi, nem szolgál a cikkben szereplő információk forrásmegjelöléseként.